# Zizhi Tongjian
Zizhi Tongjian (chiń. upr. 资治通鉴; chiń. trad. 資治通鑑; pinyin Zīzhì Tōngjiàn; dosł. „Wszechstronne zwierciadło mające dopomóc w rządzeniu”) – chińska kronika z czasów dynastii Song, skompilowana pod przewodnictwem Sima Guanga; obok „Zapisków historyka” najbardziej wpływowe źródło klasycznej chińskiej historiografii.
Sima Guang w Zizhi Tongjian kontynuował tradycję tych historiografów chińskich, którzy opisywali historię w postaci ściśle chronologicznej (w odróżnieniu od tradycji zapoczątkowanej przez Sima Qiana, dzielącej opisy na annały, kroniki dynastyczne, biografie itp.). Jego dzieło składa się z 294 tomów (juan) i obejmuje okres od 403 r. p.n.e. do 960 n.e. (od początku okresu Królestw Walczących do początku dynastii Song). Kronikę uzupełnia krytyczne dzieło Kaoyi (Rozważania), które analizuje i dyskutuje źródła użyte w głównej kompilacji, w szczególności ich wiarygodność. W Kaoyi Sima Guang nie ogranicza się do prostej oceny, lecz dyskutuje problem różnych wariantów przekazu w zachowanych dokumentach; niestety, większość późniejszych autorów kontynuowała praktykę pisania historii bez krytyki źródeł, i bez cytowania źródeł w formie oryginalnej.
Głównym autorem był Sima Guang, ale wspomagał go zespół młodszych, zdolnych historyków: Liu Shu, który napisał wstępną wersję kronik dynastii Wei, Jin i Dynastii Południowych i Północnych; Liu, Liu Shu, który napisał wstępną wersję kroniki dynastii Han i Fan Zuyu, który był odpowiedzialny za okres Tang. Syn Sima Guanga zajmował się korektą.
Zizhi Tongjian charakteryzowało się wielką starannością opracowania, krytycznym podejściem do cytowanych źródeł, których przytaczało wiele i bardzo różnorodnych (a z których wiele później zaginęło). Dzieło to wyznaczyło nowy standard historiografii i wywarło ogromny wpływ ma późniejsze chińskie piśmiennictwo historyczne, bezpośrednio i pośrednio. Ze względu na wielkie rozmiary, późniejsi autorzy przygotowywali streszczenia i wyciągi, z których najbardziej wpływowe było Zizhi Tongjian Gangmu, dzieło wybitnie moralistyczne, którego pomysłodawcą był Zhu Xi, a autorami – jego uczniowie. Ze względu na wielki autorytet Zhu, w czasach mingowskich i qingowskich było ono popularniejsze od suchszego oryginału. Z literackiego punktu widzenia kronika Sima Guanga odznaczała się nadzwyczajną przejrzystością i jasnością stylu, przez co należała do najwyżej cenionych dzieł historycznych